# Rosans
 Rosans  es una comuna y población de Francia, en la región de Provenza-Alpes-Costa Azul, departamento de Altos Alpes, en el distrito de Gap. Es la cabecera del cantón de su nombre.
Está integrada en la Communauté de communes Interdépartementale des Baronnies.

## Demografía
| 387 | 488 | 515 | 502 | 506 | 493 |
| Para los censos de 1962 a 1999 la población legal corresponde a la población sin duplicidades (Fuente: INSEE [Consultar]) |     |     |     |     |     |

Es la mayor población tanto del cantón como de la intercomunalidad.
| 519 | 372 | 387 | 488 | 515 | 502 | 506 | 493 |
| Para los censos de 1962 a 1999 la población legal corresponde a la población sin duplicidades (Fuente: INSEE [Consultar]) |     |     |     |     |     |     |     |

- Datos: Q1020764
- Multimedia: Rosans / Q1020764

1. ↑  Worldpostalcodes.org, código postal n.º 05150.
2. ↑  INSEE, Datos de población para el año 2012 de Rosans (en francés).